# Arhiducele Petru Ferdinand, Prinț de Toscana
Arhiducele Peter Ferdinand Salvator Karl Ludwig Maria Joseph Leopold Anton Rupert Pius Pancraz de Austria, Prinț Imperial de Austria, Prinț al Ungariei și Boemiei, Prinț de Toscana) (12 mai 1874, Salzburg, Austro-Ungaria – 8 noiembrie 1948, Salzburg, Austria) a fost Mare Duce de Toscana de la 28 februarie 1942 la 8 noiembrie 1948.

## Căsătorie și copii
La 8 noiembrie 1900, la Cannes, Petru Ferdinand s-a căsătorit cu Prințesa Maria Cristina a celor Două Sicilii, al cincilea copil al Prințului Alfonso, Conte de Caserta și a Prințesei Antonietta a celor Două Sicilii. Petru Ferdinand și Maria Cristina au avut patru copii:
1. Arhiducele Gottfried de Austria, Prinț de Toscana (14 martie 1902 - 21 ianuarie 1984) căsătorit cu Prințesa Dorothea Therese de Bavaria; au avut următorii copii:
  1. Arhiducesa Elisabeta de Austria, Prințesă de Toscana (n. 2 octombrie 1939)
  2. Arhiducesa Alice de Austria, Prințesă de Toscana (n. 29 aprilie 1941)
  3. Arhiducele Leopold Franz de Austria, Prinț de Toscana (n. 25 octombrie 1942)
  4. Arhiducesa Maria Antoinette de Austria, Prințesă de Toscana (n. 16 septembrie 1950)
2. Arhiducesa Helena de Austria, Prințesă de Toscana (30 octombrie 1903 - 8 septembrie 1924) căsătorită cu Philipp Albrecht, Duce de Württemberg; au avut următorii copii:
  1. Ducesa Maria Christina de Württemberg (n. 2 septembrie 1924)
3. Arhiducele Georg de Austria, Prinț de Toscana (22 august 1905 - 21 martie 1952) căsătorit cu contesa Marie Valerie de Waldburg-Zeil-Hohenems; au avut următorii copii:
  1. Arhiducele Guntram de Austria, Prinț de Toscana (19 august 1937 - 21 aprilie 1944)
  2. Arhiducele Radbot de Austria, Prinț de Toscana (n. 23 septembrie 1938)
  3. Arhiducesa Marie Christine de Austria, Prințesă de Toscana (8 aprilie 1941 - 4 ianuarie 1942)
  4. Arhiducesa Walburga de Austria, Prințesă de Toscana (n. 23 iulie 1942)
  5. Arhiducesa Verena de Austria, Prințesă de Toscana (21 iunie 1944 - 5 ianuarie 1945)
  6. Arhiducele Johann de Austria, Prinț de Toscana (n./d. 27 decembrie 1946)
  7. Arhiducesa Katharina de Austria, Prințesă de Toscana (n. 24 aprilie 1948)
  8. Arhiducesa Agnes de Austria, Prințesă de Toscana (n. 20 aprilie 1950)
  9. Arhiducele Georg de Austria, Prinț de Toscana (n. 28 august 1952)
4. Arhiducesa Rosa de Austria, Prințesă de Toscana (22 septembrie 1906 - 17 septembrie 1983) căsătorită cu Philipp Albrecht, Duce de Württemberg; au avut următorii copii:
  1. Ducesa Helene de Württemberg (n. 29 iunie 1929)
  2. Ducele Ludwig Albrecht de Württemberg (n. 23 octombrie 1930)
  3. Ducesa Elisabeta de Württemberg (n. 2 februarie 1933)
  4. Ducesa Maria Theresa de Württemberg (n. 12 noiembrie 1934)
  5. Carl, Duce de Württemberg (n. 1 august 1936)
  6. Ducesa Maria Antonia de Württemberg (31 august 1937 - 12 noiembrie 2004)